# Total Cost of Ownership
Total cost of ownership (TCO, in italiano costo totale di proprietà o costo totale di possesso) è una stima finanziaria che considera l'insieme dei costi diretti e indiretti associati all’acquisizione, all’uso e alla dismissione di un bene o servizio lungo l’intero ciclo di vita.
Il concetto è ampiamente impiegato in contabilità gestionale e supply chain management; in ambito informatico è stato popolarizzato alla fine degli anni 1980 dal Gartner Group, che ne ha diffuso modelli e tassonomie per l’analisi dei costi IT.

## Componenti tipiche
A seconda del contesto, un’analisi TCO considera in modo strutturato (non esaustivo):
- Costi di acquisizione: prezzo d’acquisto, trasporto, dazi, oneri amministrativi, licenze.
- Costi di implementazione/transizione: installazione, integrazione, configurazione, collaudo, formazione iniziale.
- Costi operativi: gestione, manutenzione correttiva ed evolutiva, consumi (es. energia), spazi/infrastrutture, supporto agli utenti.
- Rischi e inattività (downtime): perdite di produttività, sicurezza delle informazioni, continuità del servizio.
- Aggiornamenti e sostituzione: rinnovi, upgrade, scalabilità.
- Fine vita: dismissione, smaltimento, conformità ambientale e normativa.

## Ambiti di applicazione
Tecnologie dell’informazione
Nel settore IT il TCO è usato per confrontare architetture, piattaforme e servizi lungo l’intero ciclo di vita (hardware, software, reti, servizi gestiti), includendo voci spesso non evidenti (supporto utenti, sicurezza, consumi, fermo-macchina).
Acquisti e supply chain
In gestione degli acquisti il TCO è un approccio per valutare fornitori e alternative al di là del solo prezzo, considerando driver di costo multipli; la letteratura evidenzia che non esiste un unico modello “generico” valido per tutte le organizzazioni.
Edilizia e gestione del costruito
Per edifici e campus il TCO integra costi di investimento, esercizio, manutenzione, sostituzione impianti e fine vita; standard e guide per il settore facility sono stati sviluppati, tra gli altri, da APPA (APPA 1000 – Total Cost of Ownership).
Trasporti e automotive
Nella valutazione di veicoli e flotte, il TCO comprende deprezzamento, energia/carburante, manutenzione, assicurazioni, tasse e costi operativi; studi della Commissione europea l’hanno impiegato nelle analisi tecnico‑economiche dei criteri GPP per il trasporto.

## Relazione conlife‑cycle costing(LCC)
Il TCO è spesso affiancato al life‑cycle costing (LCC). Entrambi valutano i costi lungo il ciclo di vita; l’LCC è codificato in norme tecniche (ad es. ISO 15686‑5 per opere e beni immobili), mentre il TCO è un quadro concettuale ampio utilizzato in molteplici settori, in particolare IT e acquisti.

## Critiche e limitazioni
Il TCO si concentra sui costi; non misura direttamente i benefici e può richiedere adattamenti significativi al contesto organizzativo. La ricerca suggerisce che non esiste un modello unico adatto a tutte le imprese e che i driver di costo variano per settore e processo. Per includere i benefici attesi, in ambito IT sono stati proposti approcci complementari come il Total Value of Ownership/Opportunity (TVO).